# Susan Glaspell

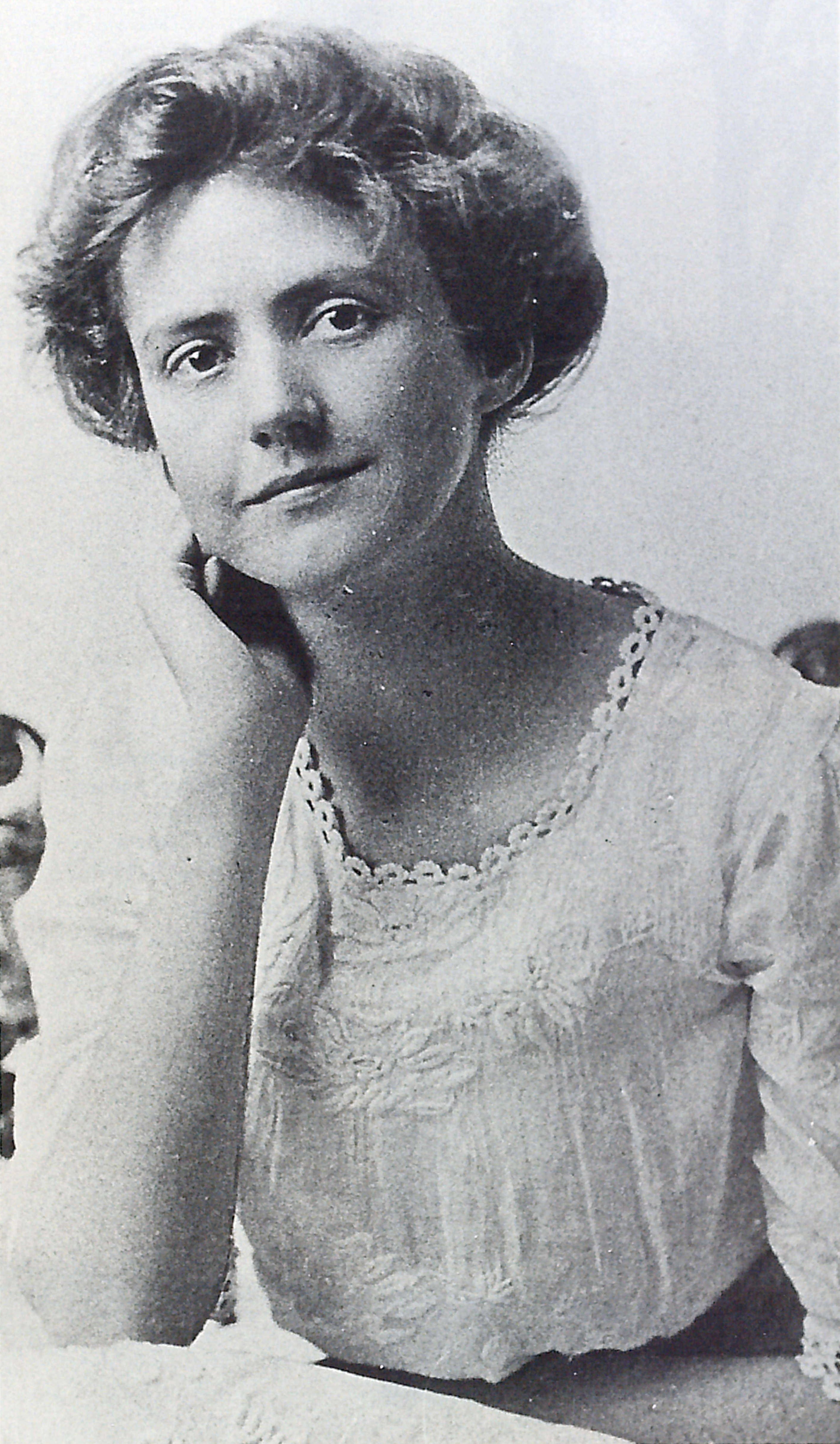
Susan Glaspell

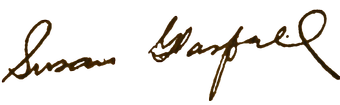
Signatur

Susan Keating Glaspell (* 1. Juli 1876 (nach anderen Angaben 1882) in Davenport, Iowa; † 27. Juli 1948 in Provincetown, Massachusetts) war eine US-amerikanische Romanautorin und Dramatikerin, die für ihr Theaterstück Allison’s House 1931 den Pulitzer-Preis für Theater erhielt.

## Biografie
Nach dem Schulbesuch studierte sie einige Zeit an der Drake University in Iowa, beendete das Studium 1899 und war anschließend zwischen 1899 und 1901 Reporterin bei der Tageszeitung Des Moines Daily News.

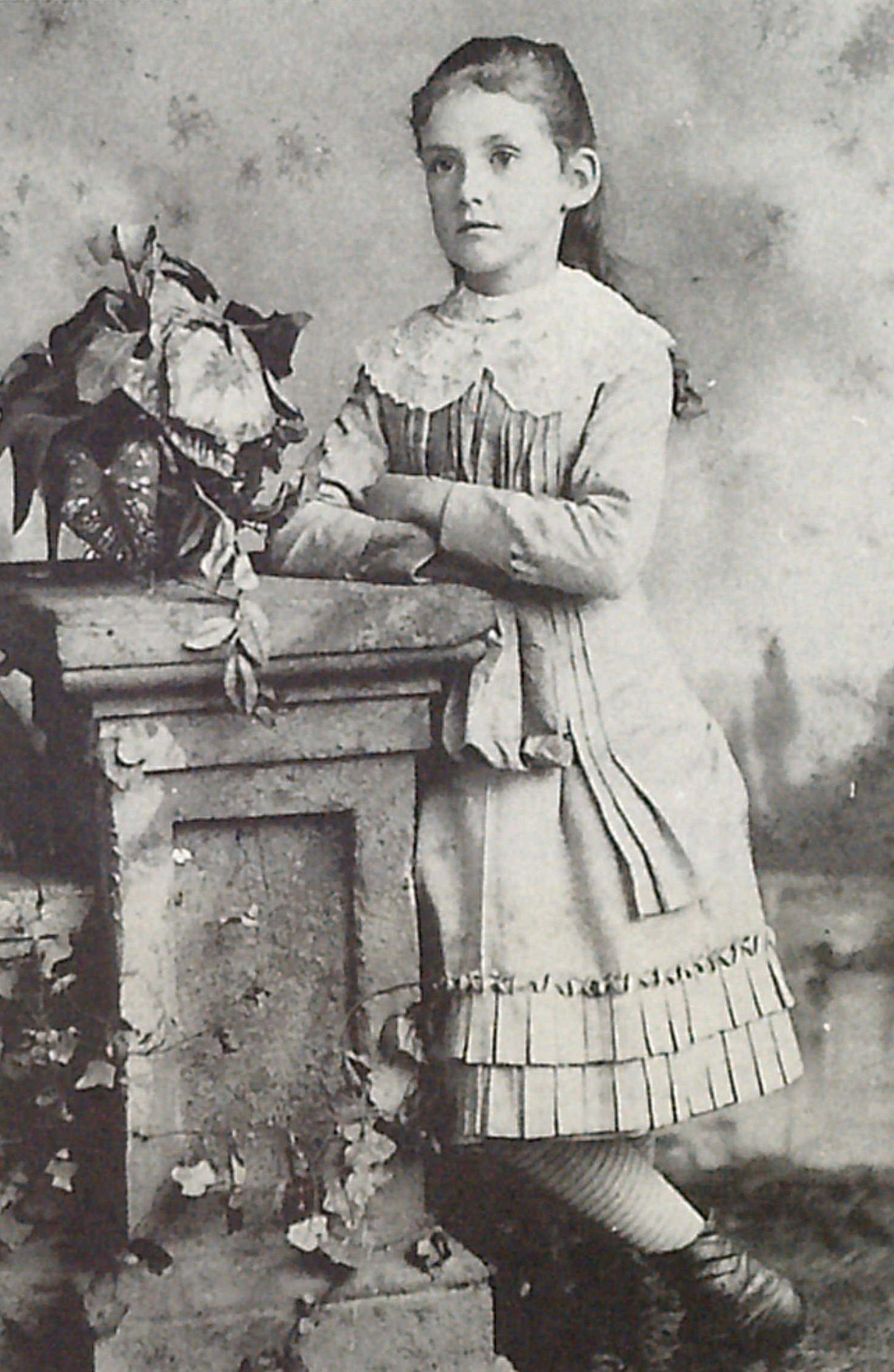
Susan Glaspell um 1883

Einige Jahre später begann sie ihre schriftstellerische Tätigkeit und veröffentlichte 1909 ihren Debütroman The Glory of the Conquered. In der Folgezeit erschienen 1911 mit The Visioning ein weiterer Roman sowie 1912 unter dem Titel Lifted Masks eine Sammlung von Kurzgeschichten.
1913 heiratete sie George Cram Cook, mit dem sie 1915 die Theatergruppe The Provincetown Players gründete. Für diese Gruppe schrieb sie zusammen mit Cook nicht nur eigene Theaterstücke wie Suppressed Desires (1915), sondern trug durch Vorführungen von dessen Stücken maßgeblich zum Erfolg von Eugene O’Neill bei, einem der bekanntesten US-amerikanischen Dramatiker.
1915 erschienen mit Fidelity noch ein weiterer Roman und dann in rascher Folge mehrere Theaterstücke wie Trifles (1916), Close the Book (1917), A Woman's Hour (1918), Tickless Time (1919), Bernice (1919), Inheritors (1921) sowie The Verge (1921). In dieser Zeit gewann sie zunehmend an Bekanntheit. Das Laguna Playhouse hatte 1922 mit Suppressed Desires die erste große Aufführung und im selben Jahr hatte Louise Treadwell, die Ehefrau von Spencer Tracy, einen ihrer ersten Bühnenauftritte in Glaspells Theaterstück Chains of Dew mit den Provincetown Players.
Ihrem 1924 verstorbenen Ehemann George Cram Cook widmete sie 1927 eine Biografie unter dem Titel The Road to the Temple. Danach widmete sie sich wieder intensiver der Schriftstellerei und veröffentlichte im Anschluss mit The Comic Artist (1927) ein weiteres Theaterstück und dann unter den Titeln Brook Evans (1928) und Fugitive's Return (1929) zwei weitere Romane sowie mit A Jury of Her Peers (1929) eine neue Sammlung ihrer Kurzgeschichten.
1930 schrieb sie mit Allison’s House, das vom Leben der Lyrikerin Emily Dickinson handelt, ihr bekanntestes Theaterstück und erhielt für dieses 1931 den Pulitzer-Preis für Theater; sie war nach Zona Gale erst die zweite weibliche Preisträgerin nach 1921.
Nachdem sie 1931 mit Ambrose Holt and Family noch einen weiteren Roman veröffentlicht hatte, zog sie sich anschließend für mehrere Jahre von der Schriftstellerei zurück. Zuletzt erschienen von ihr drei weitere Romane mit den Titeln The Morning Is Near Us (1939), Norman Ashe (1942) und Judd Rankin's Daughter (1945).

## Werke
Prosa
- The Glory of the Conquered, Roman, 1909
- The Visioning, Roman, 1911
- Lifted Masks, Kurzgeschichten, 1912
- Fidelity, Roman 1915. Erste deutsche Übersetzung: Treue Limes Verlag, Wiesbaden (1947)
- Brook Evans Roman, 1928. Erste deutsche Übersetzung: Narzissa Tal & Co Verlag, Leipzig/Wien (1929), später Brook Evans, Stifter Verlag, 2022, ISBN 978-3-910227-00-2
- Ambrose Holt and Family, Roman, 1931
- The Morning Is Near Us, Roman, 1939
- Norman Ashe, Roman, 1942
- Judd Rankin's Daughter, Roman, 1945

Theaterstücke
- Suppressed Desires, 1914, zusammen mit George Cram Cook
- Trifles, Einakter, 1916
- Close the Book, Einakter, 1917
- The Outside, Einakter, 1917
- The People, Einakter, 1917
- Woman's Honor, Einakter, 1918
- Tickless Time, Einakter, 1918, zusammen mit George Cram Cook
- Free Laughter, Einakter, 1919
- Bernice, 1919
- The Verge, 1921
- Allison's House, 1930. Ausgezeichnet mit dem Pulitzer Prize für Drama